# Richard Manningham
Sir Richard Manningham (* 1690 in Eversley, Hampshire, England; † 11. Mai 1759 in Chelsea) war ein englischer Geburtshelfer.

## Leben
Manningham war der zweite Sohn von Thomas Manningham und sollte eigentlich, wie auch sein älterer Bruder Thomas, der Kirche dienen. Er wurde in Cambridge erzogen, das er 1717 mit dem Bachelor of Laws (LL.B.) und als Doktor der Medizin (M.D.) verließ. Er nahm in London seinen Wohnsitz und praktizierte als Geburtshelfer. 1720 wurde er in die Royal Society aufgenommen. Am 8. Februar 1721 wurde er von König Georg I. zum Ritter geschlagen.
Laurence Sterne verewigte ihn als Dr. Slop in seinem Tristram Shandy. Seine letzte Ruhe fand er 1759 in Chelsea.

## Geburtshilfe
Bis in die Neuzeit hinein war die Geburtshilfe reine Frauendomäne, männliche Geburtshelfer eine Seltenheit. Vorreiter in Europa war England, wo im 18. Jahrhundert die ersten Entbindungshäuser sowie Lehranstalten für Hebammen und Geburtshelfer eingerichtet wurden und wo Manningham zu den Pionieren zählte.
Manningham führte zunächst die Lehre von Hendrik van Deventer (1651–1724) fort und galt als Rivale von James Douglas.

## Veröffentlichungen
Manningham veröffentlichte eine Reihe von Abhandlungen, darunter:
- The Symptoms, Nature, Causes, and Cure of the Febricula
- An Abstract of Midwifry
- A Discourse Concerning the Plague and Pestilential Fevers

Er wurde auch in den Fall der Mary Toft verwickelt und veröffentlichte 1726
- Exact Diary of what was observed during a close attendance upon Mary Toft the pretended Rabbit Breeder.